# Alessandro Casati
Il conte Alessandro Casati (Milano, 5 marzo 1881 – Arcore, 4 giugno 1955) è stato un politico e giornalista italiano.

## Biografia
Alessandro Casati proveniva da una nobile famiglia milanese: era nipote di Camillo Casati e figlio di Gian Alfonso. Animato da idee riformiste, partecipò giovane all'esperienza del modernismo teologico. Questa prima fase ebbe la sua massima espressione nella rivista modernista Il Rinnovamento, di cui fu direttore. Partecipò come collaboratore o sostenitore anche a Il Commento, Leonardo, La Voce.
Successivamente Casati si accostò al pensiero di Benedetto Croce, senza tuttavia aderire al suo programma storicista.  Di Croce gli interessava la visione storico-speculativa degli eventi, ma Casati rimaneva intimamente spirituale e mosso ultimamente dalla sua fede cristiana. Del loro sodalizio rimane testimonianza in un lungo carteggio, pubblicato meno di vent'anni dopo la loro morte.
Partecipò alla prima guerra mondiale. Nel 1923 venne nominato senatore; fu anche Ministro della pubblica istruzione nel governo Mussolini per sei mesi tra il 1924 e il 1925. Dopo questa data interruppe la sua collaborazione col fascismo e lasciò la politica.
Riprese l'attività politica nel 1943, come rappresentante del Partito Liberale nel Comitato di liberazione nazionale e ministro della guerra nei due governi presieduti da Ivanoe Bonomi (1944-1945). Dopo il 1945 fu Presidente del Consiglio supremo della difesa e Presidente della Delegazione italiana all'UNESCO.
Eletto senatore nella I Legislatura (1948), fu autorevole membro del consiglio direttivo dell'Istituto Italiano per gli Studi Storici, presidente del Consiglio superiore della pubblica istruzione, della Società Dante Alighieri, della Federazione Nazionale Stampa Italiana, dell'Associazione Italiana Biblioteche dal 1951 al 1954.
È sepolto accanto alla moglie Leopolda, dei marchesi Incisa della Rocchetta (1873-1960), insieme al loro unigenito, il S. Ten. Alfonso Casati (1918-1944), Medaglia d'Oro al Valor Militare alla Memoria, presso il monumentale Mausoleo Casati Stampa di Soncino nel cimitero urbano di Muggiò (Monza e Brianza).